# کانگوروی پازرد
کانگوروی پازَرد جانوری کیسه‌دار و از خانواده درازپایان (Macropodidae) است. این کانگوروها در قسمت مرکزی و شرقی استرالیا، در مناطق صخره‌ای و کوهستانی زندگی می‌کنند.
اندازه کانگوروهای پا زرد بین شصت تا هشتاد سانتیمتر و طول دم آنها بین چهل تا هفتاد سانتیمتر است.
دم آنها عضلانی نیست و بر خلاف دیگر همنوعان خود از آن به عنوان حایل استفاده نمی‌کنند.
آنها از تمام گیاهانی که در منطقه زندگی آنها می‌روید تغذیه می‌کنند.
این نوع کانگورو دوره معیّنی برای تولید مثل ندارد.